# Supercharger

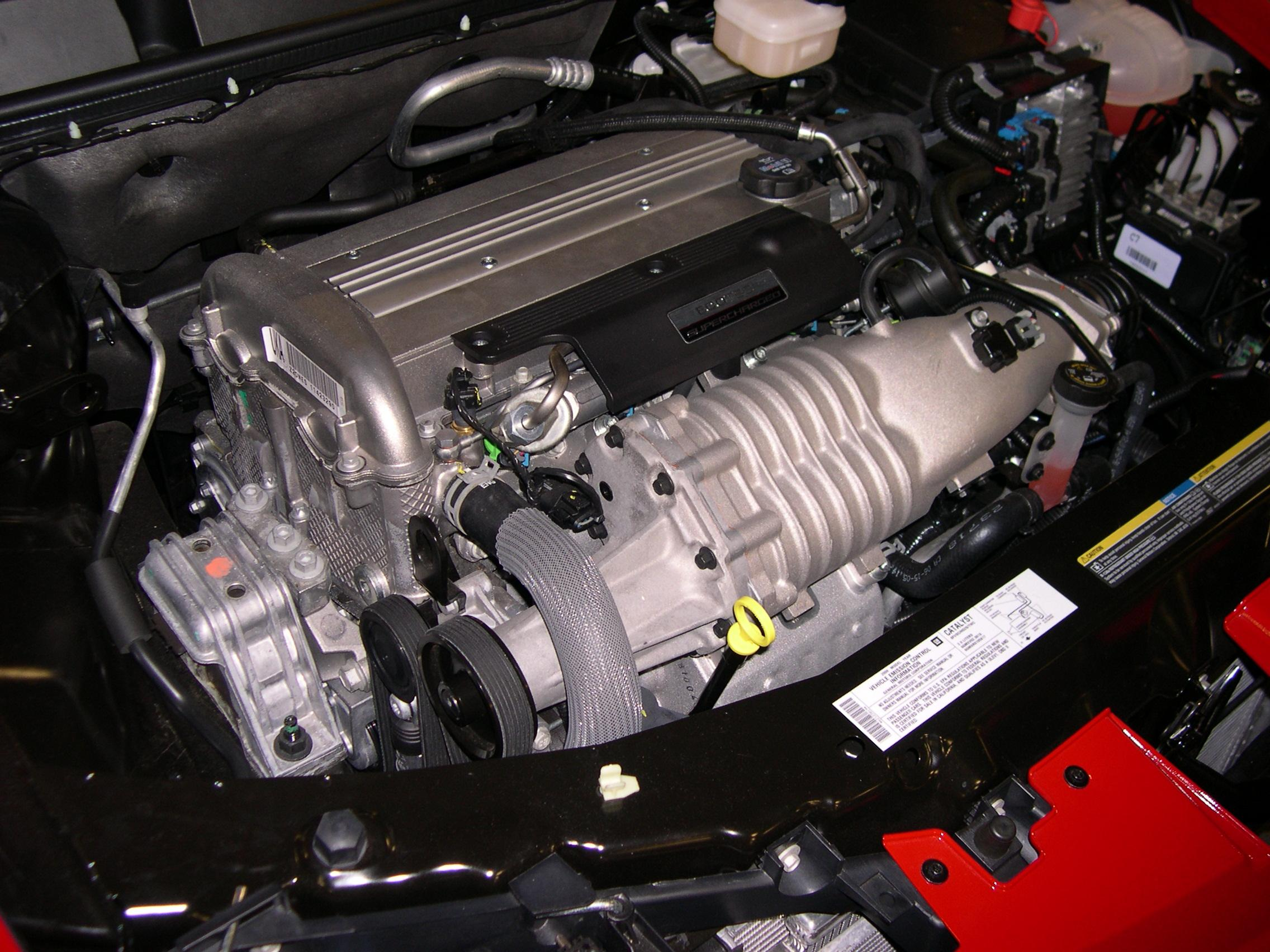
Een zichtbare Roots supercharger van Eaton

Een supercharger is een compressor die gebruikt wordt om lucht onder druk in de cilinder(s) van een verbrandingsmotor te persen. Net als een turbo heeft een supercharger als doel om de motor meer kracht te laten leveren. In tegenstelling tot een turbo wordt een supercharger mechanisch met een riem of ketting door de krukas aangedreven, en niet door de uitlaatgassen.
Het voordeel van een supercharger is dat hij constant is en ook bij lage toeren druk levert doordat hij direct door de motor wordt aangedreven. Een turbo moet eerst wachten tot de motor een impuls geeft als het toerental toeneemt. Nadeel is echter dat er kracht verloren gaat in de aandrijving van de supercharger.

## Soorten superchargers
De meeste gebruikte superchargers zijn onder andere:
- Roots supercharger
- Twin-screw supercharger
- Scroll-supercharger, ook wel bekend als G-Lader

De aandrijving van een supercharger kan op verschillende manieren plaatsvinden:
- Via een aandrijfriem (een V-snaar, getande riem of platte riem)
- Via een ketting
- Via tandwielen

Een riem is vaak het  efficiëntste en wordt daarom ook het meest toegepast bij de aandrijving van superchargers.